# Zonhoven
Zonhoven (Limburgisch: Zoneve) ist eine belgische Gemeinde in der Region Flandern mit 21.845 Einwohnern (Stand 1. Januar 2024).
Hasselt liegt sieben Kilometer südlich, Maastricht 26 Kilometer südöstlich und Brüssel etwa 72 Kilometer westlich. 
Der nächste Autobahnanschluss Houthalen-Zonhoven an der A2/E 314 befinden sich am nördlichen Ortsrand.
In Heusden-Zolder, Genk und Hasselt befinden sich nahegelegene Regionalbahnhöfe.
Maastricht Aachen Airport sowie die Flughäfen von Eindhoven und Lüttich sind die nächsten Regionalflughäfen und der Flughafen Brüssel National nahe der Hauptstadt Brüssel ist der nächste Flughafen von internationaler Bedeutung.
De Holsteen bezeichnet acht große miozäne Sandsteinblöcke mit unregelmäßigen natürlichen Löchern und artifiziellen Rillen in der Oberfläche im Osten von Zonhoven. 

## Söhne und Töchter der Gemeinde
- Lieve Baeten (1954–2001), Kinderbuchautorin und Illustratorin